# Inner Wheel

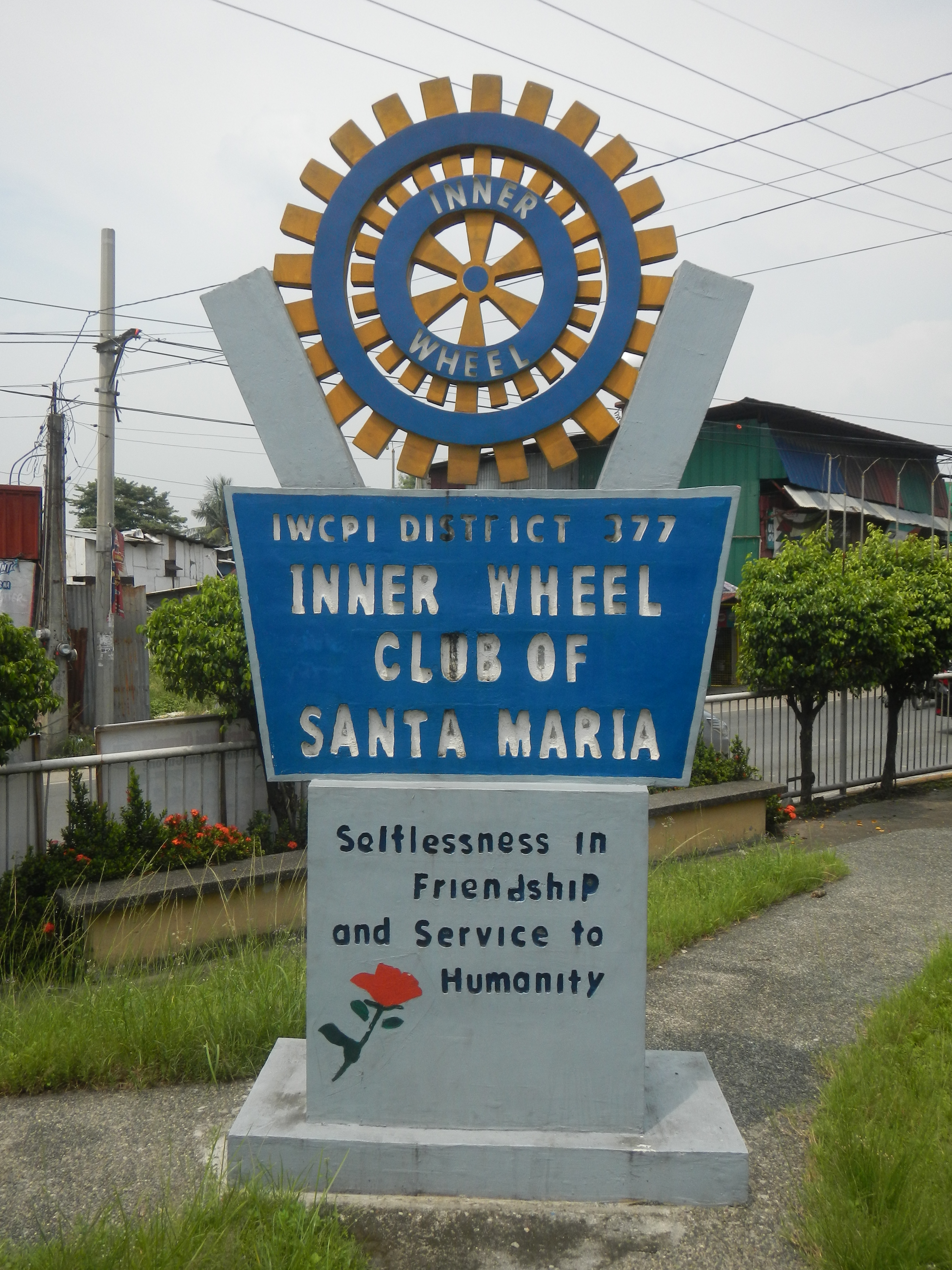
Hinweis-Stele vor einem Inner Wheel Club auf den Philippinen

International Inner Wheel (IIW) ist eine weltweite Frauen-Organisation, die 1924 in Manchester von Ehefrauen von Rotary Club-Mitgliedern gegründet wurde. Als Dachorganisation zahlreicher nationaler Wheel Clubs hat sie nach eigenen Angaben weltweit 110.000 Mitglieder in 105 Ländern, darunter Deutschland mit annähernd 8800 Mitgliedern in 7 Distrikten und 230 örtlichen Clubs (Stand 2021).

## Geschichte
Die Krankenschwester Margarette Golding gründete am 10. Januar 1924 in Manchester gemeinsam mit 26 weiteren Ehefrauen von Rotary-Club-Mitgliedern den ersten Inner Wheel Club. Die erste grenzüberschreitende Organisation „Vereinigung von Inner Wheel Clubs in Großbritannien und Irland“ entstand 1934. Die Ausbreitung nach Übersee begann mit Ballarat (Australien), Bergen (Norwegen), Napier (Neuseeland), Winnipeg (Kanada) und Port Elisabeth (Südafrika). Der Name des Clubs wurde in der Folge 1947 zu Vereinigung von Inner Wheel Clubs gekürzt. Im Jahre 1962 wurden erstmals Mitglieder aus Ländern außerhalb von Großbritannien und Irland zur Mitarbeit im Leitungsgremium eingeladen, und am 1. Juli 1967 entstand International Inner Wheel (IIW) als Dachorganisation. Gleichzeitig wurden die Führungspositionen international ausgeschrieben.
Im Jahr 1968 wurde der 10. Januar als jährlicher International Inner Wheel Day zum weltweiten Andenken an die Gründung eingeführt. Im selben Jahr wurde der erste deutsche Club in Lübeck gegründet. Seit 1970 finden alle 3 Jahre die IIW-Konferenzen („Conventions“) statt, an denen jedes Mitglied teilnehmen kann.

## Organisation
Örtliche Clubs werden zu Distrikten zusammengefasst, die miteinander die nationale Vereinigung bilden. Die Dachorganisation ist International Inner Wheel mit Sitz in Altrincham (Großbritannien). Funktionsträgerinnen werden im Rotationsprinzip für jeweils ein Jahr gewählt. Für eine Mitgliedschaft ist seit 2012 keine Verbindung zu einem Rotary Club-Mitglied mehr erforderlich.
Inner Wheel ist eine von den Vereinten Nationen anerkannte nichtstaatliche Organisation (NRO) und hat beobachtenden Status im Wirtschafts- und Sozialrat der Vereinten Nationen (ECOSOC). Delegierte von Inner Wheel sind an den UNO-Zentren Genf, New York und Wien akkreditiert.

## Name und Logo

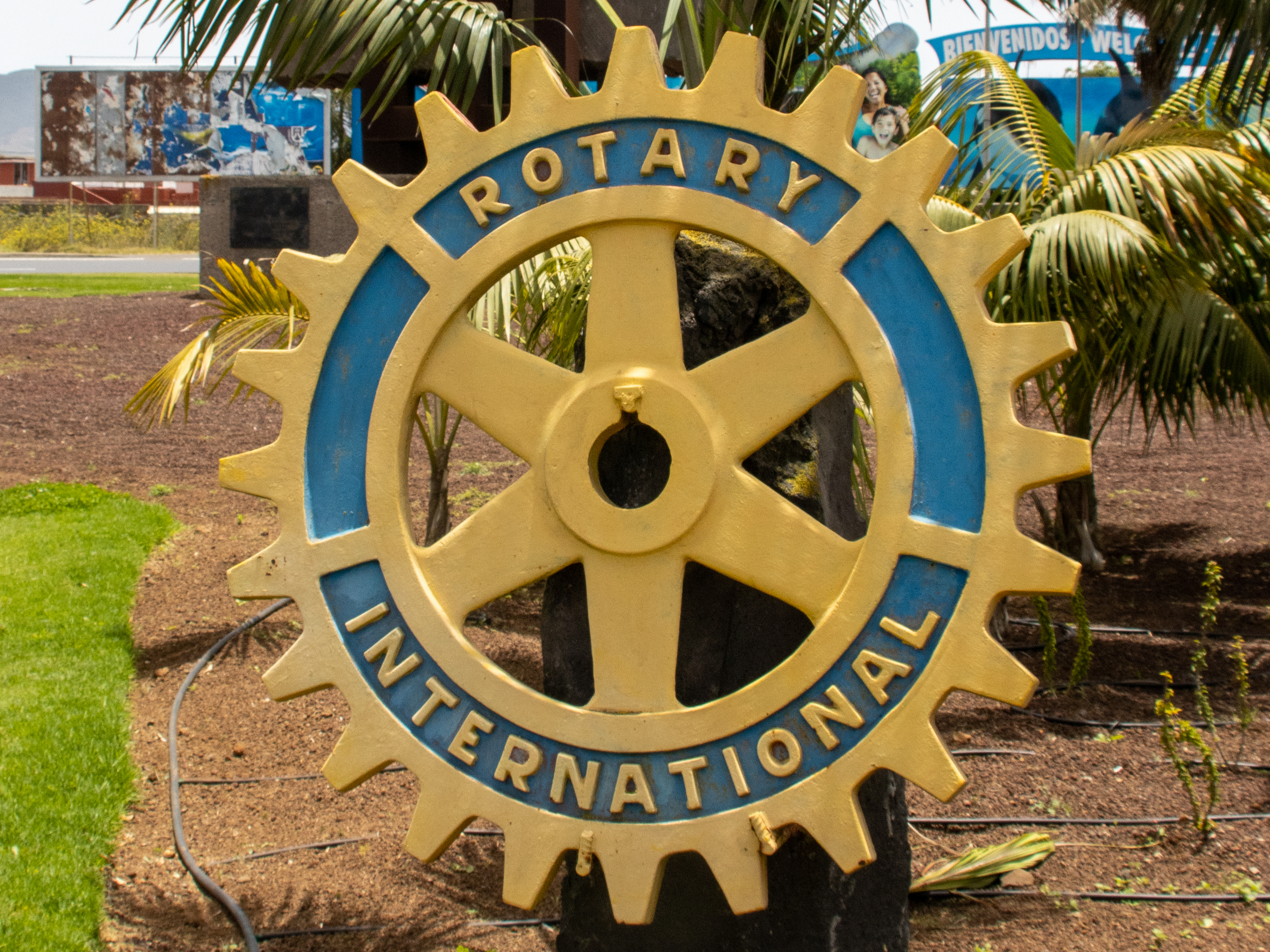
Logo der Rotary Clubs

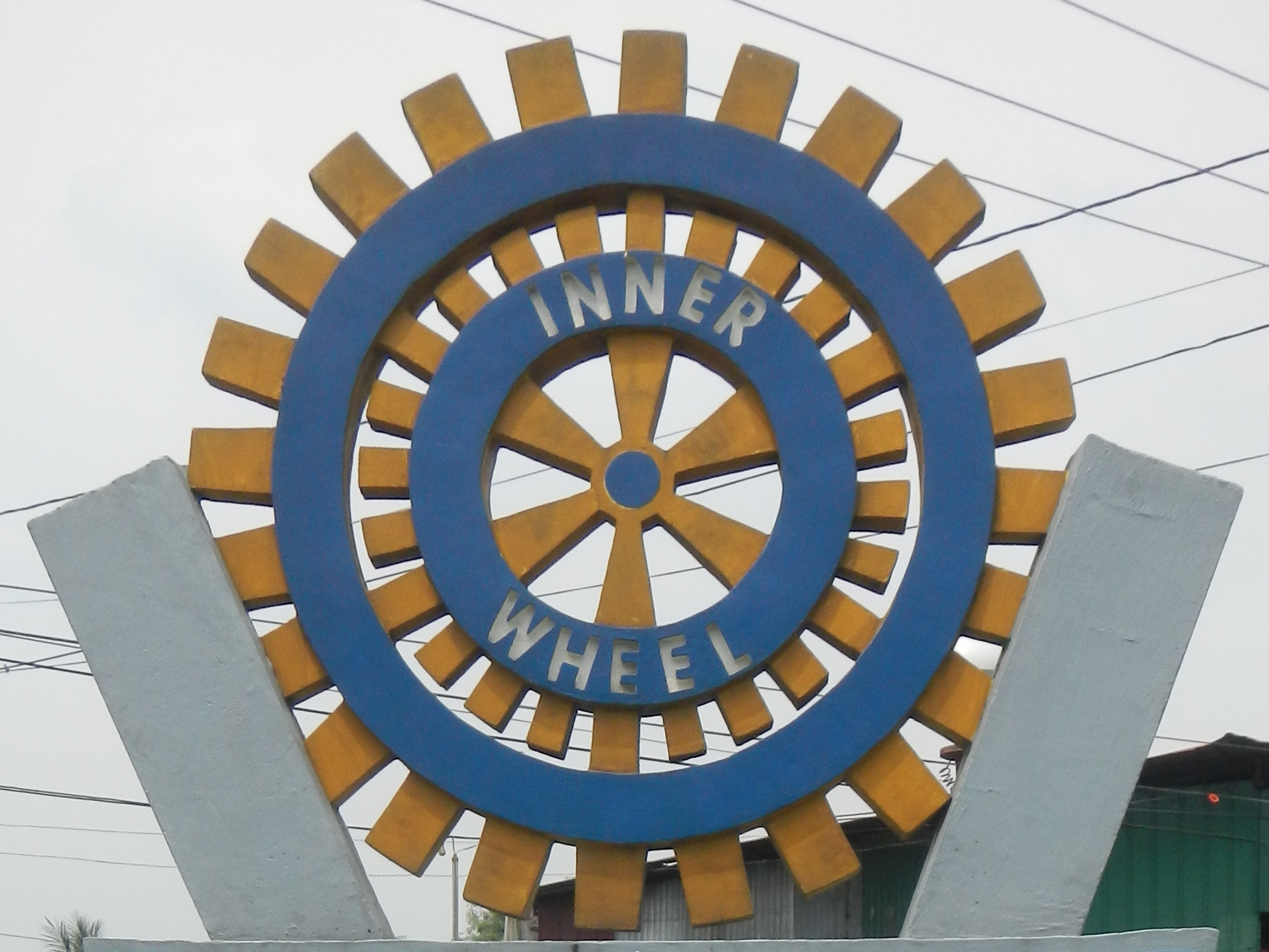
Logo der Inner Wheel Clubs

Das Logo der Inner Wheel Clubs stellt innerhalb des Rotary-Rades ein weiteres, „inneres“ Rad dar, das mit „Inner Wheel“ beschriftet ist. Damit wird der Ursprung der Vereinigung dargestellt, quasi der innere Kreis innerhalb der Rotary Clubs, den die Frauen der Rotarier ursprünglich miteinander gebildet hatten, bevor sie sich 1924 zu einer eigenständigen Organisation zusammenschlossen.

## Ziele und Projekte der Organisation
Die erklärten Ziele der Inner Wheel Clubs sind echte Freundschaft, Dienst am Nächsten und internationale Verständigung.
Freundschaft beschreibt den Umgang der Mitglieder, die Freundinnen genannt werden. Bei monatlichen Meetings werden Vorträge aus den eigenen Reihen oder von Gästen gehalten und die vereinseigenen sozialen Projekte und Aktivitäten betrieben.
Soziales Engagement dient ehrenamtlich durchgeführten Projekten für Frauen, Kinder und Familien, die durch Spenden, Basare und andere kreative Aktivitäten finanziert werden.
Internationale Verständigung versteht sich als Aufgeschlossenheit dem Fremden gegenüber sowie weltweite humanitäre Hilfe. Treffen mit ausländischen Partnerclubs sowie die World Convention in dreijährigem Rhythmus unterstützen dies vereinsintern.
Das International Social Project 2021–2024 unter der Schirmherrschaft von IIW trägt den Namen Strong Women Stronger World. Inner Wheel Deutschland engagiert sich gemeinsam mit dem Verein Kinderlachen in einem Hilfsprojekt mit der Bezeichnung Inner Wheel Deutschlandprojekt 2020–2024 – Hilfe für traumatisierte Kinder und Jugendliche.

## Publikationen von Mitgliedern (Auswahl)
- Kathleen Hovey: Friendship through Service. Association of Inner Wheel Clubs, 2004 (englisch, 91 S.).
- Luisa Vinciguerra: The Inner Wheel Spirit. Inner Wheel Italien, 2015, ISBN 978-88-6651-191-5 (englisch).
- Luzia Hagenmüller: Jung, mitten im Leben und Mitglied bei Inner Wheel. Books on Demand, 2011, ISBN 978-3-8423-6364-9.
- Christine Winkler: Mein Inner Wheel. Inner Wheel Schweiz, 2018, ISBN 978-3-9524928-4-0.

Kochbücher
- Inner Wheel Club Ahlen-Münsterland: Hilfe, das Wasser brennt an! Rettende Küchentipps von A–Z, 2004, ISBN 978-3-88117-651-4.
- Inner Wheel Club Graz: Inner Wheel kocht. Graz 2012 (online).
- Inner Wheel Club Hilden-Haan-Neandertal: Kürbis & Kohl, 2020.
- Inner Wheel Club Tecklenburger Land: Feines und Süßes lecker zubereitet, 2020.[7]
- Inner Wheel Club Celle: Klimafreundlich kochen, 2021.[8]